# Trniče
Trniče so naselje v Občini Starše.